# کاستی-پلاتخا د آرو
کاستی-پلاتخا د آرو (به اسپانیایی: Castell-Platja d'Aro) یک شهرستان در اسپانیا است که در استان خرنا واقع شده‌است.

## خصوصیات
کاستی-پلاتخا د آرو ۲۱٫۷۴ کیلومترمربع مساحت و ۱۰٬۳۷۶ نفر جمعیت دارد و ۵ متر بالاتر از سطح دریا واقع شده‌است.